# Черкашка област
Черкашка област (укр. Черкаська область), позната и као Черкашчина (укр. Черкащина), је административна јединица Украјине. Налази у средини Украјине поред реке Дњепар. Средиште области је град Черкаси.

## Географија
Черкашка област заузима површину од 20.900 km2, што је 3,5 посто територије Украјине. Река Дњепар дели ову област на два неједнака дела, западни део је брдовит док је источни равничарски. Западни део, који је већи, припада Придњепровској висоравни. Мањи, источни део је био често изложен плављењу Дњепра али је изградњом већег броја брана током двадесетог века ток ове реке стављен под контролу.
Черкашка област се протеже дужином од 245 километара у правцу североисток – југозапад и дужином од 150 километара у правцу север – југ. Најсевернија тачка области је у селу Кононивка у Драбивском рајону, најјужнија тачка се налази близу села Колодисте у Талнивском рајону, најзападнија тачка је у близини села Коритња у Жашкивском рајону док је најисточнија тачка код села Стецивка у Чигиринском рајону. Према северу Черкашка област се граничи са Кијевском облашћу, према истоку са Полтавском облашћу, према југу са Кировоградском облашћу и према западу са Виничком облашћу.

## Историја
Черкашка област је настала 7. јануара 1954. као део Украјинске Совјетске Социјалистичке Републике.
Према археолошким истраживањима у Черкашкој области постоје докази о присутности човека још од Палеолита.

## Административна подела
Черкаска област је подељена на 20 рајона и шест градова који су подређени влади области. Ти градови су: Ватутине, Золотоноша, Канив, Смила, Умањ и Черкаси. У овој области постоји 25 градова, 34 вароши и 838 села.
Рад локалне администрације надзире Скупштина Черкашке области (укр. Черкаська обласна рада). Гувернер области је председник Скупштине и именује га Председник Украјине.

### Рајони
1. Городишченски рајон
2. Драбивски рајон
3. Жашкивски рајон
4. Звенигородски рајон
5. Золотониски рајон
6. Камјански рајон
7. Канивски рајон
8. Катеринопиљски рајон
9. Корсуњ-Шевченкивски рајон
10. Лисјански рајон
11. Манкивски рајон
12. Монастиришченски рајон
13. Смиљански рајон
14. Таљнивски рајон
15. Умањски рајон
16. Христињивски рајон
17. Черкашки рајон
18. Чигирински рајон
19. Чорнобајивски рајон
20. Шпољански рајон

## Становништво
Процењује се да Черкашка област тренутно има 1.276.652 становника. 
Према попису из 2001. становништво области има 53,7 посто урбаног и 46,3 посто руралног становништва. Черкашку област карактерише старење становништва.
Украјинци чине огромну већину становништва (93,1%). Етнички Руси су други по бројности. Они чине 5,4 посто становништва и концентрисани су углавном у Черкасих.
| Националност | 1989. | 2001. | Матерњи језик    | 1989. | 2001. |
| Украјинци    | 90,5% | 93,1% | Украјински језик | 89,1% | 92,5% |
| Руси         | 8,0%  | 5,4%  | Руски језик      | 10,3% | 6,7%  |
| Белоруси     | 0,4%  | 0,3%  | остали језици    | 0,6%  | 0,8%  |
| Јермени      | 0,0%  | 0,1%  |                  |       |       |
| Молдавци     | 0,1%  | 0,1%  |                  |       |       |
| Јевреји      | 0,4%  | 0,1%  |                  |       |       |

## Привреда
Пољопривреда је доминантна привредна грана. Главни пољопривредни производи су пшеница и шећерна репа, поред њих узгаја се и кукуруз, дуван, јечам и конопља. Сточарство је такође веома развијено.
Индустрија је углавном сконцентрисана у Черкасију, који је центар области и највећи град. Тамо је развијена хемијска индустрија, производња намештаја, машина и прерада пољопривредних производа.